# キーペルト円錐曲線
幾何学において、キーペルト円錐曲線（キーペルトえんすいきょくせん）は、三角形に関する2つの円錐曲線の総称である。一つはキーペルト双曲線（英: Kiepert hyperbola）、もう一つはキーペルト放物線（英: Kiepert parabola）である。
三角形{\displaystyle ABC}に対して3つの二等辺三角形を三角形{\displaystyle A^{\prime }BC}, {\displaystyle B^{\prime }CA} , {\displaystyle C^{\prime }AB}を同じ向きに相似になるよう作る。このとき三角形 {\displaystyle ABC} と {\displaystyle A^{\prime }B^{\prime }C^{\prime }}は配景的で配景の中心の軌跡をキーペルト双曲線、配景の軸の包絡線をキーペルト放物線と言う。
キーペルト双曲線は3頂点、重心、垂心を通る円錐曲線、キーペルト放物線はオイラー線とX(110)をそれぞれ準線、焦点とする放物線としても定義できる。R. H. Eddy と R. Fritscは論文で、キーペルト円錐曲線について以下の様に言及している。
"If a visitor from Mars desired to learn the geometry of the triangle but could stay in the earth's relatively dense atmosphere only long enough for a single lesson, earthling mathematicians would, no doubt, be hard-pressed to meet this request. In this paper, we believe that we have an optimum solution to the problem. The Kiepert conics ..."

## キーペルト双曲線
詳しくは「キーペルト双曲線」を参照
キーペルト双曲線は、1869年ルードヴィヒ・キーペルトが、1868年のエーミル・ルモワーヌの "三角形の辺に正三角形を外接させたときの頂点がつくる三角形" という問題の解法として示した双曲線である。
{\displaystyle a,b,c}を各辺の長さ {\displaystyle A,B,C}を角の大きさとする。

### 座標
キーペルト双曲線は重心座標 {\displaystyle x:y:z} で以下のように表される。
{\displaystyle {\frac {b^{2}-c^{2}}{x}}+{\frac {c^{2}-a^{2}}{y}}+{\frac {a^{2}-b^{2}}{z}}=0.}

### 中心と漸近線
- キーペルト双曲線は X(115)でその重心座標は以下の式で与えられる。

{\displaystyle (b^{2}-c^{2})^{2}:(c^{2}-a^{2})^{2}:(a^{2}-b^{2})^{2}}.
- キーペルト双曲線の漸近線はブロカール軸のシムソン線である。
- キーペルト双曲線は直角双曲線で、その離心率は{\displaystyle {\sqrt {2}}}である。

### 性質
- X(115)は九点円上にある。また第一、第二フェルマー点の中点である。
- ブロカール軸上の点の等角共役の軌跡である。
- 正三角形でない三角形{\displaystyle ABC}と点{\displaystyle P}について、{\displaystyle p}を{\displaystyle P}の三線極線とする。{\displaystyle p}がオイラー線に垂直であるような{\displaystyle P}の軌跡はキーペルト双曲線である。

## キーペルト放物線
キーペルト放物線は1888年、ドイツの数学教師アウグスト・アルツトが"school program"の中で研究した放物線である。
- キーペルト放物線は重心座標 {\displaystyle x:y:z} で以下のように表される。

{\displaystyle f^{2}x^{2}+g^{2}y^{2}+h^{2}z^{2}-2fgxy-2ghyz-2hfzx=0} 

ただし

{\displaystyle f={\frac {b^{2}-c^{2}}{a}},g={\frac {c^{2}-a^{2}}{b}},h={\frac {a^{2}-b^{2}}{c}}}.
- キーペルト放物線の焦点X(110)の重心座標は以下の式で与えられる。

{\displaystyle {\frac {a^{2}}{b^{2}-c^{2}}}:{\frac {b^{2}}{c^{2}-a^{2}}}:{\frac {c^{2}}{a^{2}-b^{2}}}}
- X(110)はパリー円、外接円上にある[1]。
- オイラー線上の点PをBC,CA,ABで鏡映した点をそれぞれA',B',C'とするとA'BC,AB'C,ABC'の外接円はX(110)で交わる。
- キーペルト放物線の準線はオイラー線である。
- キーペルト放物線は、ルモワーヌ軸、無限遠線に接する[1]。
- キーペルト放物線と各辺の接点はシュタイナー点のチェバ三角形の頂点である[5]。
- 外接三角形のフォイエルバッハ点はX(110)である。つまり、シュタムラー双曲線の中心である。

## 図

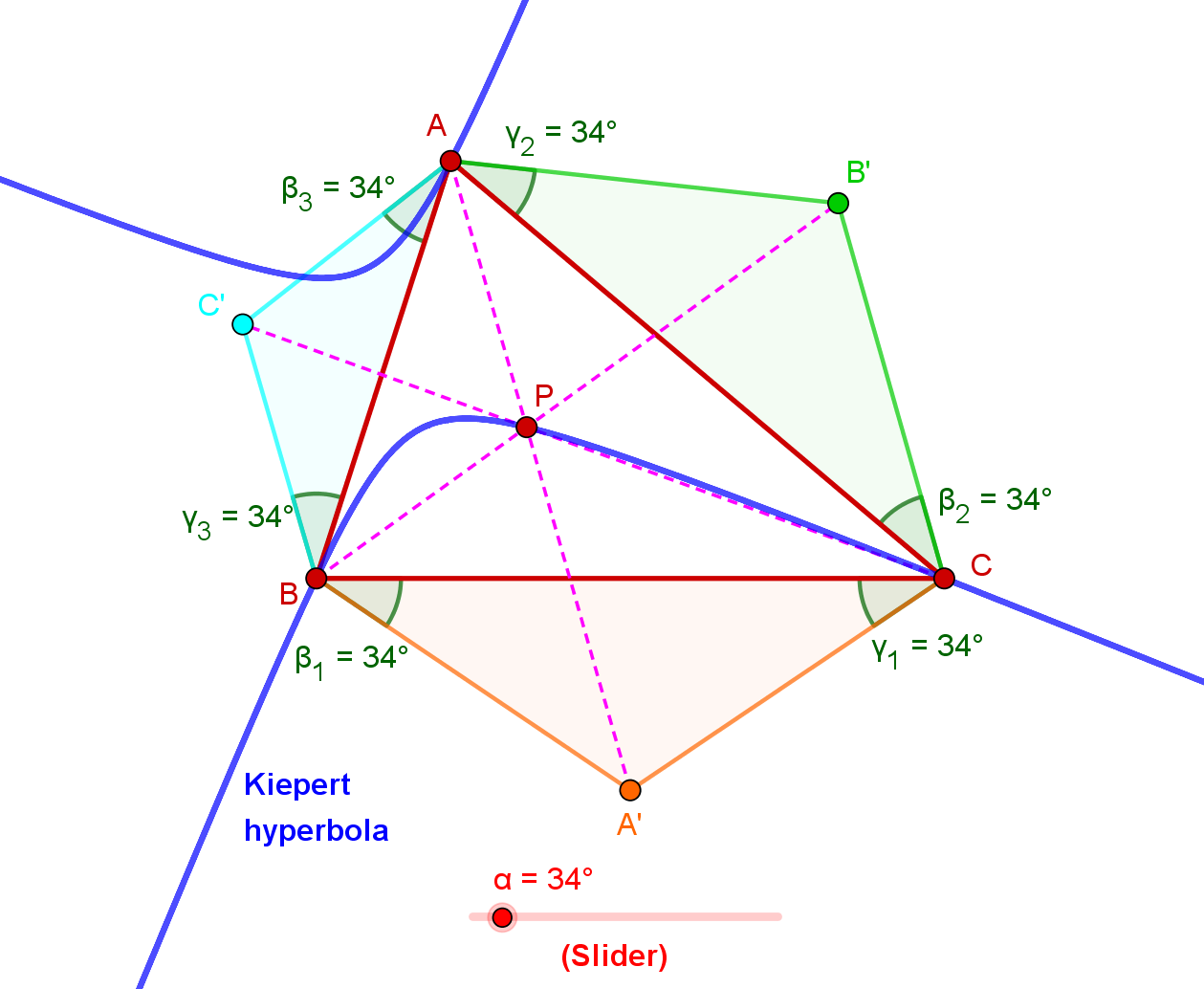
三角形ABCとA'B'C'の配景の中心の軌跡
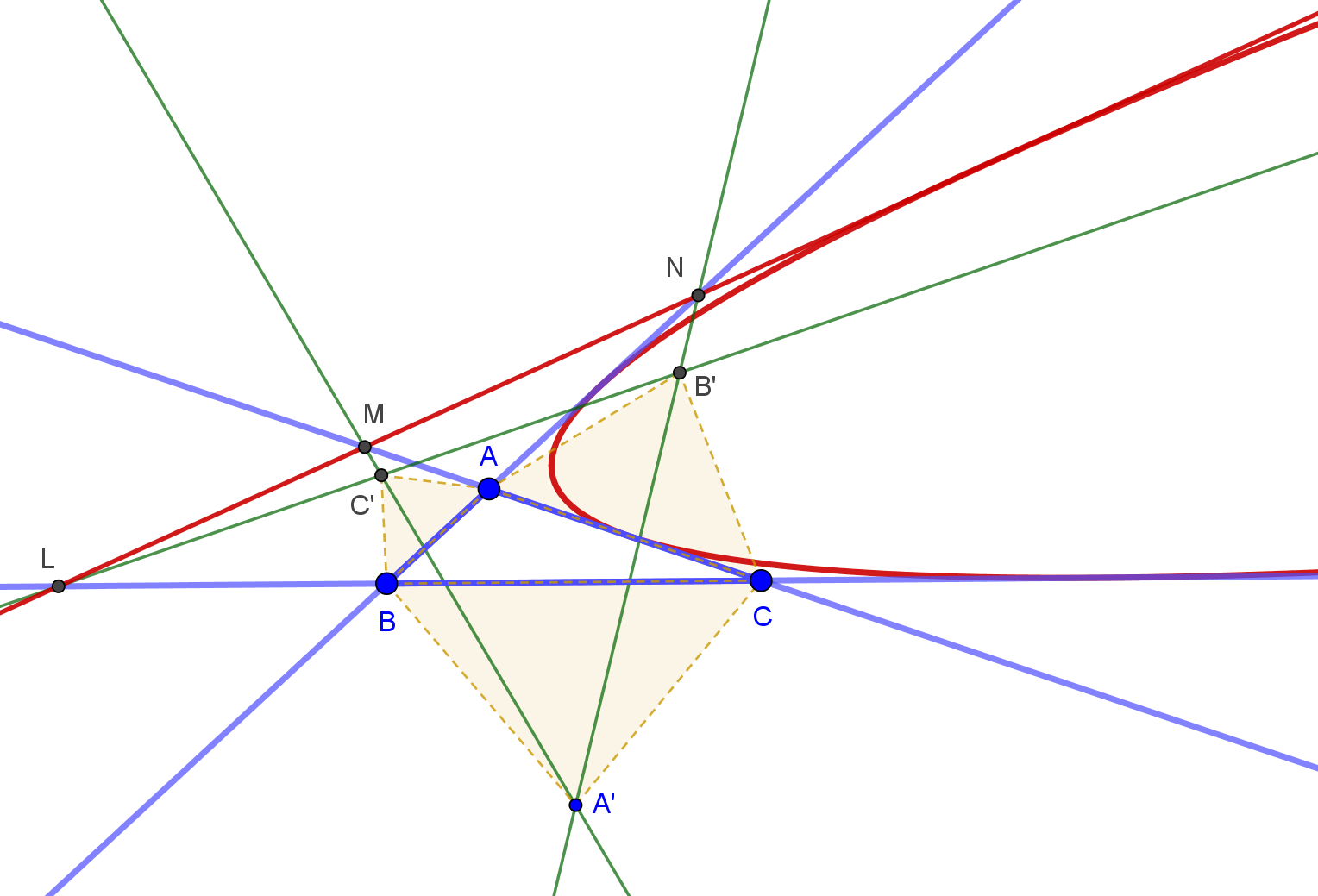
直線LMNの包絡線
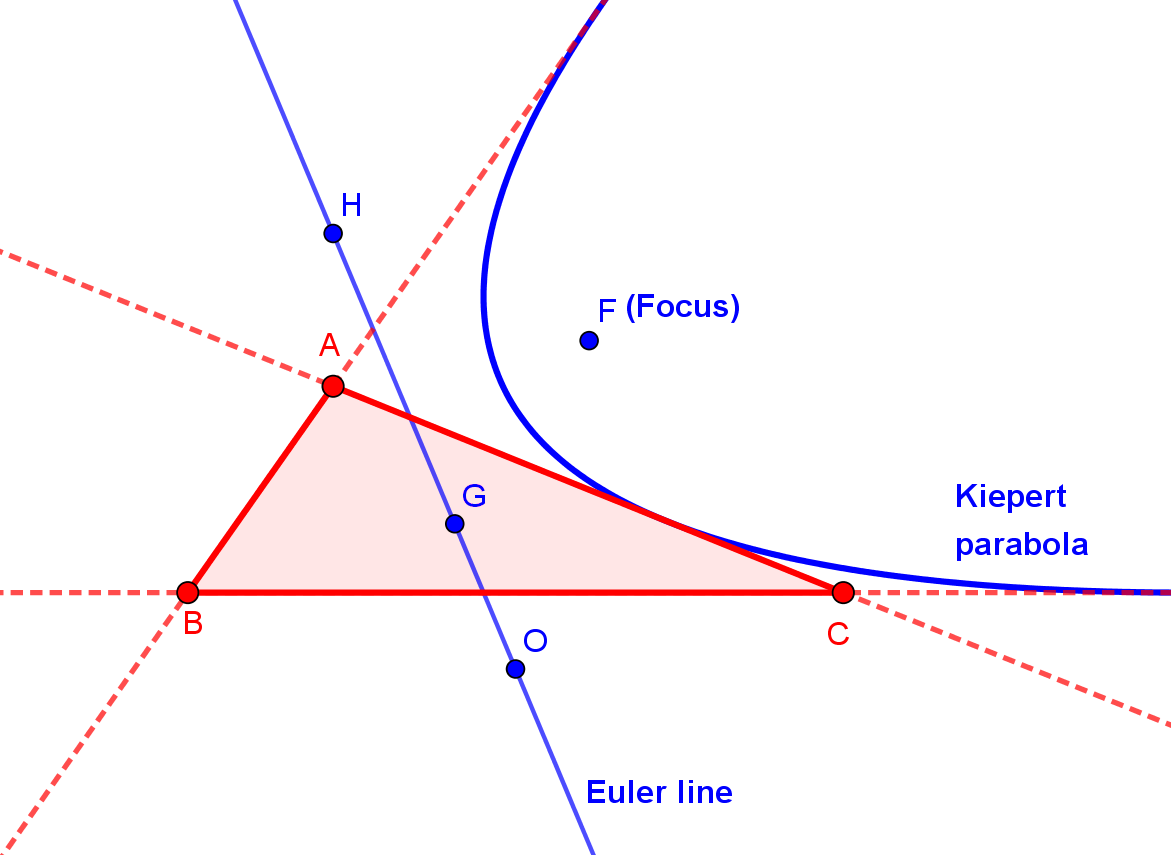
キーペルト放物線の準線